# 킴 테일러

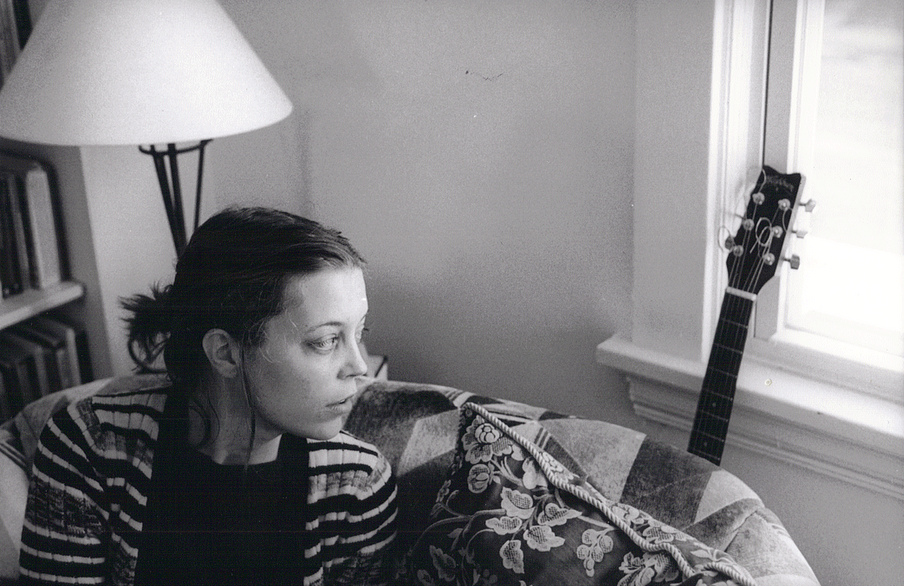

킴 테일러(Kim Taylor, 1973년 12월 20일 ~ )는 미국의 작곡가, 가수, 배우, 싱어송라이터, 기타 연주자, 영화배우이다.
플로리다주에서 태어났다.

## 영화
- 고무 인간의 최후 (1987년)